# Eurybrachys apicalis
Eurybrachys apicalis är en insektsart som beskrevs av Walker 1851. Eurybrachys apicalis ingår i släktet Eurybrachys och familjen Eurybrachidae. Inga underarter finns listade i Catalogue of Life.